# Raymond Langendries
Raymond Langendries (* 1. Oktober 1943 in Tubize) ist ein belgischer Politiker des Centre Démocrate Humaniste (cdH).

## Leben
Langendries erhielt 1964 seine Lehrbefähigung zum Grundschullehrer und war anschließend bis 1972 in diesem Beruf tätig. 1971 wurde er in den Gemeinderat von Tubize gewählt, war von 1976 bis 1982 Schöffe und ist seit 1995 Bürgermeister seiner Heimatgemeinde.
1972 übernahm er das Amt des Fraktionssekretärs der Parti Social Chrétien (PSC) – wie die Partei cdH bis 2002 hieß – in der Belgischen Abgeordnetenkammer und war von 1974 bis 1979 Parteisekretär. Von 1979 bis 1981 und von 1991 bis 2004 gehörte Langendries als Abgeordneter der Kammer an. Während dieser Zeit war er von 1979 bis 1981, von 1991 bis 1995 und von 1999 bis 2004 Fraktionsvorsitzender der PSC/cdH und von 1995 bis 1999 Präsident der Abgeordnetenkammer. Zwischen 1985 und 1991 gehörte er dem Belgischen Senat an, wo er von 1985 bis 1989 ebenfalls Fraktionsvorsitzender der PSC war.
Im Jahre 1989 wurde Langendries zum Minister für den öffentlichen Dienst ernannt und hatte dieses Amt bis 1992 inne. Von 2004 bis 2009 war er Abgeordneter des Europäischen Parlaments. Er war Mitglied der Fraktion der Europäischen Volkspartei und Europäischer Demokraten, sowie des Ausschusses für Beschäftigung und soziale Angelegenheiten und der Delegation in der Paritätischen Parlamentarischen Versammlung AKP-EU.
Am 17. Juli 2008 wurde Langendries zusammen mit François-Xavier de Donnea und Karl-Heinz Lambertz von König Albert II. als Vermittler beauftragt, um im Rahmen der anhaltenden Regierungskrise zwischen Flamen und Wallonen zu vermitteln und den Weg für eine Staatsreform zu bereiten.
Für seine Verdienste wurde Langendries mehrfach ausgezeichnet. So erhielt er den Titel eines Kommandeurs des Kronenordens, eines Kommandeurs des Leopoldsordens, und 2002 den Titel eines Ministers des Staates.